# بارومنیل
بارومنیل (به فرانسوی: Baromesnil) یک کمون (فرانسه) در فرانسه است که در سن-ماریتیم واقع شده‌است. بارومنیل ۷٫۹۸ کیلومتر مربع مساحت دارد ۱۲۴ متر بالاتر از سطح دریا واقع شده‌است.